# IJM-290 Johanna (schip, 1916)

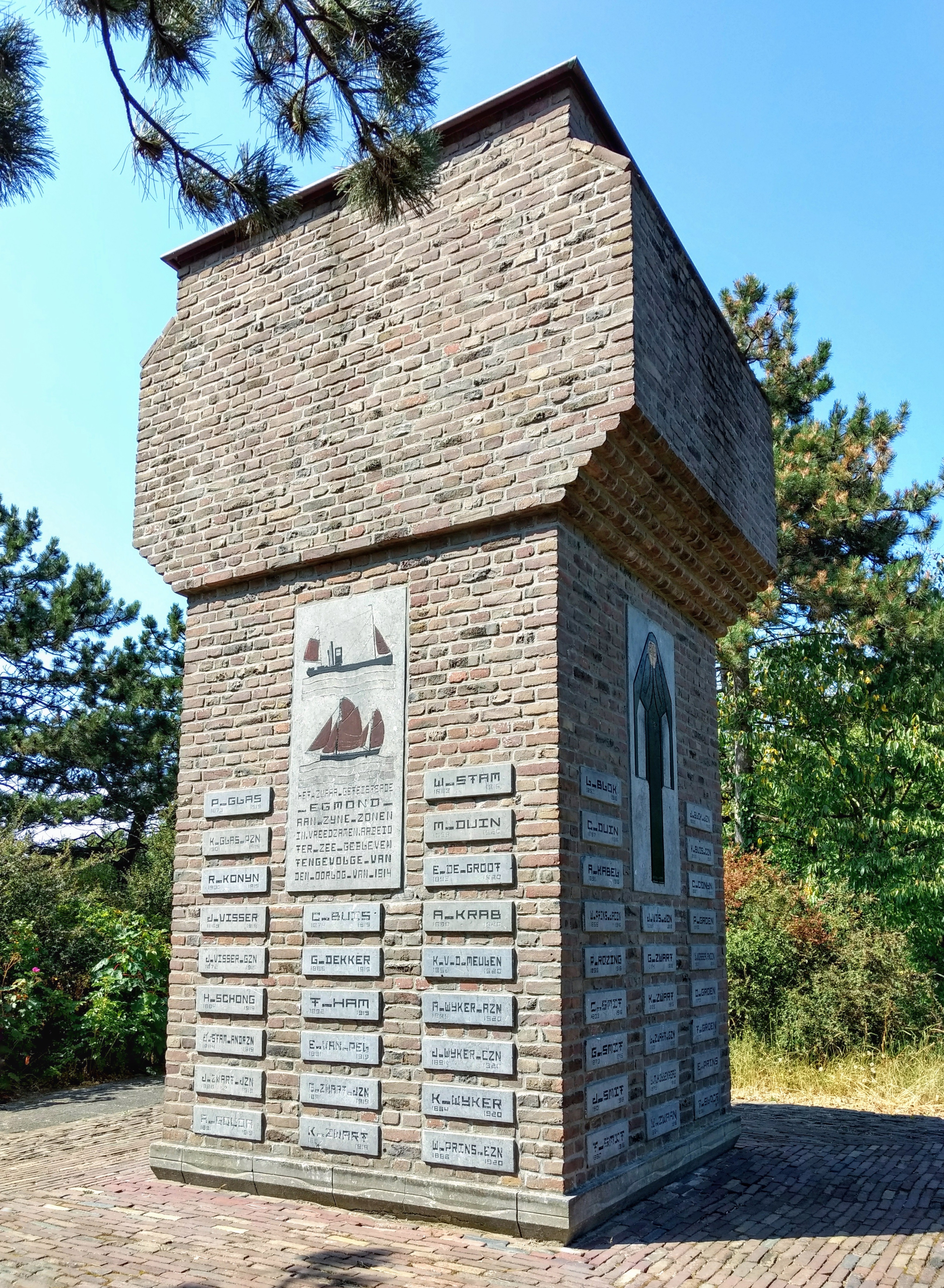
Het Vissersmonument te Egmond aan Zee, waar ook de omgekomen Egmondenaren van deze twee scheepsrampen (15 man) op zijn vermeld.

De IJM290 "Johanna" was een haringlogger uit 1916. Het schip is twee keer bij een scheepsramp betrokken geweest. Op 14 oktober 1916 strandde het schip op de Vliehors, waarbij de bemanning omkwam toen hun reddingssloep omsloeg. Drie jaar later, op 18 maart 1919, verging het schip met man en muis op de Noordzee, vermoedelijk nadat het op een zeemijn was gelopen.

## Tewaterlating
Op 14 juni 1916 werd de in opdracht van de IJmuidense vishandelaar en reder Jan Visser Hzn. gebouwde motorlogger "Johanna" IJM290, vanaf de werf 's Lands Welvaren te Vlaardingen, te water gelaten. Het schip werd door de eigenaar ondergebracht in N.V. Loggermaatschappij “Johanna”, en was speciaal gebouwd voor de haringvisserij. Haringloggers visten met de vleet.

## Stranding op de Vliehors (14 oktober 1916)
Op 14 oktober 1916 werd de IJM-290, verlaten, aangetroffen op de Vliehors te Vlieland. De gehele 15-koppige bemanning was naar men aannam de reddingsboot ingegaan, waarvan de reddingslijn gegrepen zou zijn door de nog draaiende schroef, waardoor de reddingssloep was gekapseisd en alle bemanningsleden overboord werden geslagen en verdronken.
Het Rotterdamsch Nieuwsblad van 19 oktober 1916 verhaalt: “De ramp van de IJmuiden 290. De motorlogger “Ijmuiden 290” die op de bank Vliehors van het eiland Vlieland gelopen is, had een bemanning van 14 koppen welke geheel om het leven is gekomen doordat de sloep waarin men zich begaf omsloeg. 4 lijken spoelden reeds aan en Maandagavond zijn door de Tesselsche blazerschuit nummer 106 nog 9 lijken aangebracht. Van de 14 opvarenden waren 10 Egmond-zeeërs en 2 uit Egmond-aan-den-Hoef.” Het Rotterdamsch Nieuwsblad vermeldde abusievelijk 14 opvarenden, dit waren er echter 15.
Het schip werd geheel onbeschadigd door de sleepboot “Rozenburg” vlot gebracht en op 14 november 1916 naar IJmuiden gesleept, waar het wederom in de vaart genomen werd.

## Vergaan (18 maart 1919)
Op 21 maart 1919 kwam de sleepboottrawler IJM-264 ‘Marie Cornelie’ in de haven van IJmuiden aan en de bemanning rapporteerde een vreselijk ongeluk. Op dinsdag 18 maart, half zes namiddag, was de bemanning getuige geweest van het vergaan van een visserschip, enige mijlen ten noordoosten van het lichtschip "Doggersbank-Noord". Men hoorde een ontploffing, zag een rookzuil en daarna niets meer. Kort tevoren had men op die locatie een vissende logger gezien.
In het eerste bericht op 21 maart in het “Nieuwsblad van Friesland” en op 22 maart in “De Tribune” wordt nog melding gemaakt van een onbekend schip. In het Rotterdamsch Nieuwsblad van 4 april wordt deze gebeurtenis toegekend aan het niet terugkomen van de IJM 290 ‘Johanna’. Ook de autoriteiten waren ervan overtuigd dat het hier de IJM 290 ‘Johanna’ betrof, die op 15 maart uitgevaren was en waar sindsdien niets meer van was vernomen. Ook van de acht opvarenden is nooit meer een spoor aangetroffen. Het onderzoek van de Raad voor de Scheepvaart kon niet tot een definitieve conclusie komen: "Of de Johanna ten gevolge van eenig zeeëvenement is gebleven, dan wel het slachtoffer is geworden van een mijnontploffing, vermag de raad niet vast te stellen."

## Herdenking
In 2016, honderd jaar na de eerste ramp, vond in Egmond aan Zee een herdenking plaats van de slachtoffers.

## Zusterschepen
Het schip kende nog zes zusterschepen, te weten: IJM-253, IJM-299, SCH-253, SCH-180, SCH-201 en de VL-137.